# Reinhard Spitzy
Reinhard Nikolaus Karl Spitzy (* 11. Februar 1912 in Graz; † 2. November 2010 in Maria Alm am Steinernen Meer) war ein österreichischer SS-Hauptsturmführer (ab 1938), NS-Funktionär und Diplomat. Er war persönlicher Referent des Reichsaußenministers Joachim von Ribbentrop.

## Leben und Karriere
Der Sohn von Hans Spitzy besuchte das Schottengymnasium in Wien, dann eine Fliegerschule und Offizierschule. Der NSDAP trat er zum 26. Oktober 1931 (Mitgliedsnummer 612.629) bei, der SA November 1931, wechselte aber von letzterer im März 1932 zur SS (SS-Nummer 32.851). 1934 war er als Illegaler Nationalsozialist an den Vorbereitungen zum sogenannten Juliputsch in Österreich beteiligt. Er studierte bis 1934 an der Universität, 1936 erwarb er an der École libre des sciences politiques in Paris das Diplom der Section Diplomatique mit Auszeichnung. 1936 bis 1938 war er Sekretär des deutschen Botschafters (Joachim von Ribbentrop) in London, mit dem er 1938 ins Auswärtige Amt zurückkehrt. Danach Tätigkeit im Ministerbüro Ribbentrops. Später (1939) Attaché, Adjutant und persönlicher Referent des Außenministers Ribbentrop in Wien. Nach Kriegsausbruch übernahm er die Vertretung US-amerikanischer Unternehmen in Deutschland. Bis zum Sommer 1941 war er Sonderführer des Amtes Ausland/Abwehr im OKW unter Wilhelm Canaris, zeitweise innerhalb des Regiments Brandenburg. Im August 1942 wurde er nach Spanien als Exportreferent der deutschen Waffenmission (offizieller Vertreter von Škoda) zur nachrichtendienstlichen Tätigkeit abkommandiert. Spitzy arbeitete ab 1943 mit Walter Schellenberg im Reichssicherheitshauptamt und Max Egon zu Hohenlohe-Langenburg zusammen. Er nahm an Gesprächen teil, die Hohenlohe-Langenburg mit dem amerikanischen Geheimdienst in Bern führte, dem Office of Strategic Services (OSS), geleitet von Allen Dulles.
Nach Ende des Zweiten Weltkriegs konnte sich Spitzy, der auf der alliierten Fahndungsliste stand, in spanischen Klöstern verstecken; seine Flucht gelang auch durch die Unterstützung der katholischen Kirche. Er floh 1948 nach Argentinien, wo er als Pflanzer in der Provinz Entre Ríos, am Arroyo Ñancay, tätig war. Ab Januar 1958 hielt er sich wieder in Österreich auf, wo er seit 1989 in Maria Alm am Steinernen Meer, OT Hinterthal, lebte und „in den 1990er Jahren ein Fernsehstar werden konnte“, der sich als zwielichtiger Zeitzeuge oft lächelnd in Szene zu setzen wusste, und von dessem österreichischen Charme „nie ganz klar war, wen er hier spöttisch anlächelte – den übereifrigen Interviewer, die faszinierten Zuschauer oder seine toten Opfer?“.

## Schriften
- So haben wir das Reich verspielt: Bekenntnisse eines Illegalen. Langen Müller, München/Wien 1986; 5. Auflage 2000, ISBN 3-7844-2493-7.
- So entkamen wir den Alliierten: Bekenntnisse eines „Ehemaligen“. Langen Müller, München/Berlin 1989, ISBN 3-7844-2244-6.
- Franz von Sonnleithner: Als Diplomat im „Führerhauptquartier“: Aus dem Nachlass. Langen Müller, München 1989, ISBN 3-7844-2267-5 (Vorwort von Reinhard Spitzy).